# Circunscrições eclesiásticas católicas do Senegal
A Igreja Católica do Senegal compreende uma províncias eclesiásticas. A província é, por sua vez, subdivididas em seis diocese uma arquidiocese cada uma liderada por um bispo ou um arcebispo . 

## Conferência Episcopal do Senagal

### Província Eclesiástica de Dacar
- Arquidiocese de Dacar
  - Diocese de Kaolack
  - Diocese de Kolda
  - Diocese de Saint-Louis du Sénégal
  - Diocese de Tambacounda
  - Diocese de Thiès
  - Diocese de Ziguinchor